# Cinnyris shelleyi
Cinnyris shelleyi là một loài chim trong họ Nectariniidae.